# Tomoki Tagawa
Tomoki Tagawa (japanisch 田川 知樹 Tagawa Tomoki; * 18. September 2002 in der Präfektur Osaka) ist ein japanischer Fußballspieler.

## Karriere
Tomoki Tagawa erlernte das Fußballspielen in der Jugendmannschaft des Osaka Jeunesse FC sowie in der Schulmannschaft der Kokoku High School. Von März 2020 bis Saisonende wurde er von der High School an den Erstligisten Yokohama F. Marinos ausgeliehen. Während der Ausleihe kam er bei den Marinos nicht zum Einsatz. Nach der Ausleihe wurde er von dem Verein aus Yokohama am 1. Februar 2021 fest unter Vertrag genommen. Die folgenden zwei Spielzeiten kam er ebenfalls bei den Marinos nicht zum Einsatz. Im Februar 2023 wechselte er auf Leihbasis zum Drittligisten Kataller Toyama. Sein Drittligadebüt für den Verein aus Toyama gab Tomoki Tagawa am 5. März 2021 (1. Spieltag) im Auswärtsspiel gegen den YSCC Yokohama. Bei dem 2:1-Auswärtserfolg stand er in der Startelf und stand die kompletten 90 Minuten im Tor. Am Ende der Saison 2024 belegte er mit dem Verein den dritten Platz und qualifizierte sich für die Aufstiegsspiele. Hier spielte man im Finale gegen Matsumoto Yamaga 2:2-Unentschieden. Da Katallar in der regulären Spielzeit den dritten Platz belegte, stieg man in die zweite Liga auf.